# Point Appleby
Point Appleby är en udde i Antarktis. Den ligger i Östantarktis. Australien gör anspråk på området.
Terrängen inåt land är platt åt sydväst, men åt sydost är den kuperad. Havet är nära Point Appleby åt nordväst. Trakten är obefolkad. Det finns inga samhällen i närheten.